# Crambus magnificus
Crambus magnificus là một loài bướm đêm trong họ Crambidae.